# Crime comum
Em Direito, crime comum (do latim delicta communia: "delitos comuns") é aquele que não exige qualidade especial, seja ela do sujeito passivo, seja do sujeito ativo. No direito penal brasileiro, o homicídio simples é um exemplo, pois pode ser praticado por qualquer pessoa contra qualquer pessoa. O feminicídio, por sua vez, exige que o sujeito passivo seja mulher e que o crime seja cometido em razão da condição de sexo feminino, sendo, portanto, um crime próprio.
Assim, o crime comum contrapõe-se ao crime próprio, que é aquele que só pode ser cometido por uma determinada categoria de pessoas, pois pressupõe uma particular condição ou qualidade pessoal do agente. O peculato, por exemplo, só pode ser praticado por funcionário público. Da mesma forma, no crime de omissão de notificação de doença, o sujeito ativo deve ser médico.